# Atlético Santa Rosa
Club Atlético Santa Rosa, znany na ogół jako Atlético Santa Rosa, a niekiedy także Santa Rosa – argentyński klub piłkarski z siedzibą w mieście Santa Rosa, leżącym w prowincji La Pampa.

## Osiągnięcia
- Udział w mistrzostwach Argentyny Nacional: 1983
- Mistrz Liga Cultural de Fútbol (9): 1936, 1951, 1956, 1960, 1961, 1982, 1992, 1993, 2003

## Historia
Klub założony został 2 czerwca 1923 roku i gra obecnie w prowincjonalnej lidze Liga Cultural de Fútbol.